# Aston Martin One-77
Aston Martin One-77 je zatím poslední „supersport“ slavné anglické aristokratické automobilky Aston Martin. Koncept se poprvé objevil na pařížském autosalonu 2008, ale zůstal po celou dobu skrytý pod přehozem. Plně představen byl až v roce 2009 na Ženevském autosalonu, kde byl však k vidění pouze model 1:1. Skutečný vůz byl představen na přehlídce Concorso d’Eleganza Villa d’Este. One-77 je limitovaná edice a vyrobeno bude pouze 77 automobilů, z čehož je také odvozen název vozu. 
One-77 vyniká nejen motorem, ale jak je běžné u vozů Aston Martin, tak i svým designem a exkluzivitou. Maketa 1:1 prototypu One-77 získala cenu za design na Concorso d’Eleganza Villa d’Este v kategorii koncepčních aut a prototypů. Vůz je kompletně vyráběný ručně. Pod kapotou se nachází atmosférický vidlicový dvanáctiválec o obsahu 7,3 litru, který je schopný výkonu 559 kW (>760 koňských sil) a točivého momentu 750 Nm. Pohonná jednotka byla navíc oproti ostatním modelům s motorem V12 posazena níže, což posouvá i těžiště modelu One-77 o pár milimetrů níže, navíc byly na celém voze použity hi-tech materiály, které vůz odlehčily na pouhých 1,5 tuny. Hnací síla motoru je převáděna do zadní nápravy skrze šestistupňovou sekvenční převodovku s možností řazení pádly pod volantem. One-77 dokáže zrychlit z 0 na 100 km/h za pouhé 3,5 sekundy a maximální rychlost vozu je 355 km/h. 
Cena vozu One-77 je 1 150 000 liber.

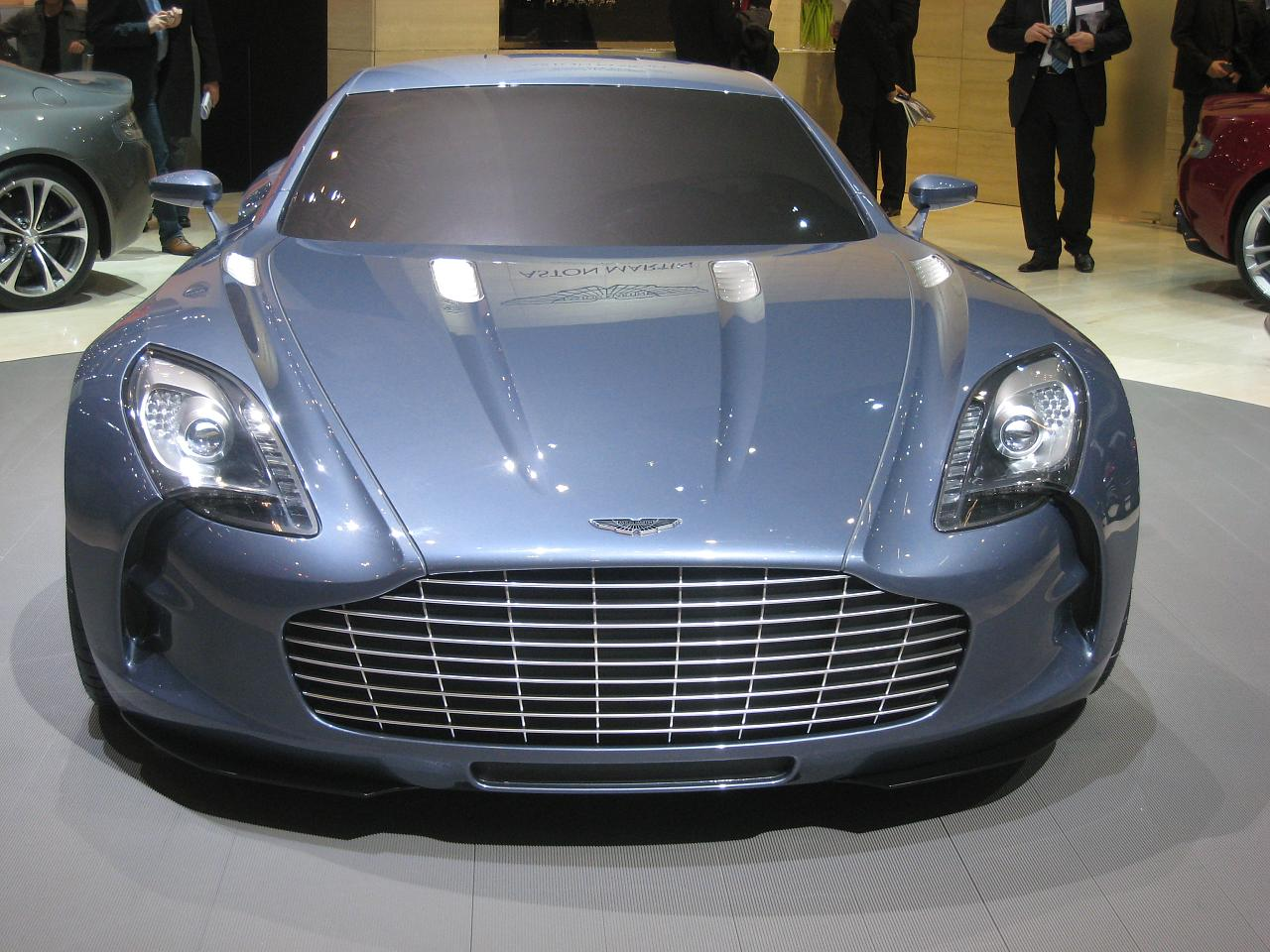
přední část vozu Aston Martin One-77
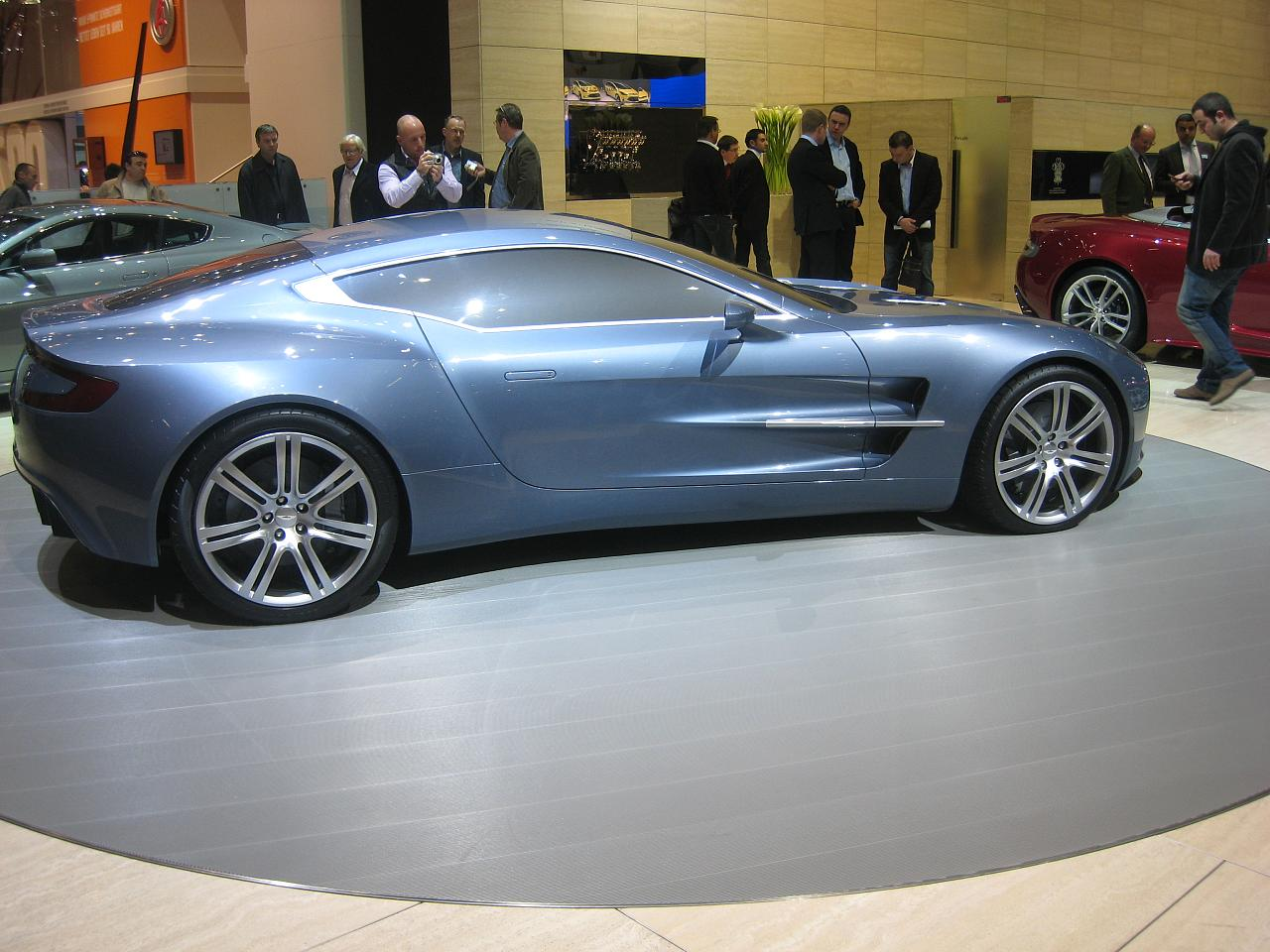
boční pohled